# كيفن مارتن (لاعب كرلنغ)
كيفن مارتن هو لاعب كرلنغ كندي، ولد في 31 يوليو 1966 في Killam, Alberta ‏ في كندا.

## وصلات خارجية
- كيفن مارتن على موقع الاتحاد الدولي للكرلنغ (الإنجليزية)
- كيفن مارتن على موقع أوليمبيديا (الإنجليزية)